# Gérard Pouchain
Pour les articles homonymes, voir Pouchain.
Gérard Pouchain, né à Bayeux (Calvados) en avril 1943, est un historien et auteur français, agrégé de l'Université et docteur ès Lettres, spécialiste de Victor Hugo et biographe de Juliette Drouet.

## Biographie
Gérard Pouchain est agrégé de l'université, docteur ès lettres. Il a enseigné le français au collège et au lycée Buffon à Paris, en classes de premier et second cycles, puis en classes préparatoires scientifiques. Il est chercheur associé à l'université de Rouen (CEREdI) et ancien membre des jurys d'agrégation et de CAPES. 
Gérard Pouchain a été le commissaire d’expositions de caricatures de Victor Hugo parues dans la presse de son temps : à Paris (maison de Balzac, en 2002), Saint-Just-le-Martel (Centre international de la caricature, du dessin de presse et d'humour, 2012-2013) et à l’étranger (Belgique, Chine, Cuba, États-Unis, Luxembourg, îles Anglo-Normandes, Italie, Norvège, Porto Rico, Québec). Le 15 octobre 2014, à l'occasion d'une mission en Chine (Shanghaï, Shaoxing et Pékin), il a été nommé professeur invité par le département de français de l'Université des langues étrangères de Yuexiu du Zhejiang.
Biographe de Juliette Drouet, il a publié des lettres inédites qu’elle a adressées à sa famille, d’autres envoyées, de 1833 à 1883, à son « cher Victor » pour célébrer leur première nuit d’amour, ainsi que des souvenirs d’événements importants dont elle a été le témoin (entre autres, les journées insurrectionnelles de février 1848, le coup d’État du 2 décembre 1851, l’exil à Bruxelles, puis à Jersey).
En 2003, Henri Troyat et les éditions Flammarion ont été condamnés pour plagiat (« contrefaçon partielle » est le terme juridique) concernant sa biographie de Juliette Drouet, publiée en 1997. La cour d'appel de Paris les condamne à verser 45 000 euros de dommages-intérêts à Gérard Pouchain et Robert Sabourin, auteurs du livre Juliette Drouet ou La dépaysée éditions Fayard, 1992). Henri Troyat s'est pourvu en cassation, puis s'est désisté. L'Académie française n'a pas réagi à cette condamnation alors que l'article XIII de ses Statuts et règlements stipule : « Si un des académiciens fait quelque acte indigne d'un homme d'honneur, il sera interdit ou destitué selon l'importance de sa faute. ».
La ville de Paris lui a confié le commissariat scientifique de l’exposition consacrée, en 2006, à Juliette Drouet, à l’occasion du bicentenaire de sa naissance, et présentée à la Maison de Victor Hugo. Depuis plusieurs années, il est le commissaire du Salon du Livre "Victor Hugo" organisé par la Maison Vacquerie-Musée Victor Hugo de Villequier qui se tient le troisième week-end de février.[réf. nécessaire]
On doit aussi à Gérard Pouchain plusieurs promenades littéraires en Normandie en compagnie de Victor Hugo, Zola, Balzac, Stendhal, Maurice Leblanc, Jules Verne, Maupassant, ainsi que d’autres publications consacrées à l'auteur des Misérables et des Contemplations.
Gérard Pouchain est également l'auteur d'une douzaine d'ouvrages consacrés à Asnelles, village auquel sa famille est attachée depuis six générations, et dont il a été conseiller municipal, puis adjoint au maire. Il a été élu deuxième adjoint au maire le 5 avril 2014. Depuis avril 2017, il est membre des commissions « Culture » et « Tourisme » de l'intercommunalité Seulles Terre et Mer. Le 23 mai 2020, il a été réélu adjoint au maire d'Asnelles. Il assure des visites guidées du village.

## Distinctions
- Chevalier de la Légion d'honneur[1] (2008)
- Chevalier de l'ordre national du Mérite
- Commandeur de l'ordre des Palmes académiques

## Ouvrages
- Promenades en Normandie avec un guide nommé Victor Hugo, préf. d'Alain Decaux, de l'Académie française, Éditions Charles Corlet, Condé-sur-Noireau, 1983 (grand prix des Guides touristiques, prix de la Fondation Victor Moritz).
- Promenades dans l'Archipel de la Manche avec un guide nommé Victor Hugo, préf. de Sir Frank Ereaut, Bailli de Jersey, et de Sir Charles Frossard, Bailli de Guernesey, Éditions Charles Corlet, Condé-sur-Noireau, 1985 (Grand Prix des Guides Touristiques, prix Jacques de Lacretelle, de l'Académie française, Grand Prix des Écrivains Normands) et 2002 (nouvelle édition).
- Chansons de Victor Hugo, préf. de Guy Béart, Éditions Charles Corlet, Condé-sur-Noireau, 1985.
- Promenades en Normandie avec un guide nommé Guy de Maupassant, préf. de Catherine Tolstoï-Lanoux, Éditions Charles Corlet, Condé-sur-Noireau, 1986 (prix Guy de Maupassant).
- Promenades en Bretagne et en Normandie avec un guide nommé Stendhal, préf. de Pierre-Jakez Hélias, Éditions Charles Corlet, Condé-sur-Noireau, 1989.
- Promenades en Normandie avec Maurice Leblanc et Arsène Lupin, préf. de Claude Leblanc, Éditions Charles Corlet, Condé-sur-Noireau, 1991 (prix Arsène Lupin, prix Gossier de l'Académie des sciences, belles-lettres et arts de Rouen).
- Juliette Drouet, ou la dépaysée, Éditions Fayard, Paris, 1992 (en collaboration avec Robert Sabourin).
- Promenades en Normandie avec un guide nommé Émile Zola, préf. de Gilles Perrault, postface de Jean-Claude Le Blond-Zola, Éditions Charles Corlet, Condé-sur-Noireau, 1993.
- La Route Victor Hugo, « 1°) L’île de Guernesey, 2°) Saint-Pierre-Port », Office du tourisme de Guernesey, Saint-Pierre-Port, 1996.
- Balzac en Normandie, Éditions Charles Corlet, Condé-sur-Noireau, 1997.
- Juliette Drouet - Lettres familiales, Éditions Charles Corlet, Condé-sur-Noireau, 2001.
- Victor Hugo raconté par la caricature, catalogue de l’exposition de la Maison de Balzac (4 mai-1er septembre 2002), Paris Musées, 2002.
- Victor Hugo à Jersey, office de tourisme de Jersey, 2002.
- La Route Victor Hugo - Guernesey, Bureau du tourisme de Guernesey, 2002.
- The Victor Hugo trail – Guernsey, Guernsey Tourist Board, 2002.
- Le Hugoscope - Victor Hugo-– La Légende, Centre national de documentation pédagogique, Éditions Ecriture, Paris, 2002.
- Hugo par les caricaturistes du XIXe siècle, Catalogue des expositions de Guangzhou (25 septembre - 25 octobre 2002) et de Hongkong (31 octobre-13 novembre 2002), édition bilingue, Alliance française de Canton, 2002.
- Victor Hugo - Juliette Drouet, 50 ans de lettres d’amour (1833-1883), préf. de Marie Hugo, Éditions Ouest-France, 2005.
- Jules Verne - La Normandie illustrée, La France de Jules Verne, Éditions EFE, Saint-Lô, 2005.
- Juliette Drouet - Souvenirs (1843-1854), Éditions des Femmes - Antoinette Fouque, Paris, 2006 (prix Lucien Dufils, de l’Académie des belles-lettres et des beaux-arts du Pays de Caux, 2009).
- Jules Verne - Bretagne et Pays-de-Loire illustrés, La France de Jules Verne, Éditions EFE, Saint-Lô, 2006.
- Jules Verne - Auvergne et Limousin illustrés, La France de Jules Verne, Éditions EFE, Saint-Lô, 2006
- Victor Hugo par la caricature, catalogue de l’exposition de Waterloo (6 - 22 septembre 2006), Centre culturel de Waterloo, 2006.
- Victor Hugo par les caricaturistes du XIXe siècle, catalogue de l’exposition d’Avellino (9 novembre - 5 décembre 2006), édition bilingue, Alliance française d’Avellino, 2006.
- Victor Hugo raconté par les caricaturistes du XIXe siècle, catalogue de l’exposition de Foligno (22 mai-14 juin 2008), édition bilingue, Alliance française de Foligno et Commune de Foligno, 2008.
- Victor Hugo par des caricaturistes, catalogue de l’exposition de Vianden, Musée de la caricature et du cartoon (12 septembre - 4 octobre 2009), Florin Balaban (Musée de la caricature et du cartoon à Vianden) et Frank Wilhelm (Maison de Victor Hugo à Vianden), 2009.
- Dans les pas de ... Victor Hugo en Normandie et aux îles anglo-normandes, éditions OREP, février 2010.
- Lettres inédites de Juliette Drouet à Victor Hugo, en collaboration avec Marva A. Barnett, Presses universitaires de Rouen et du Havre, 2012.
- Cahier d’exposition [12 mai – 30 septembre 2012] – Victor Hugo, portraits photographiques, portraits-charge, en collaboration avec Jean-Marc Gomis, Maison Vacquerie-Musée Victor-Hugo, Villequier.
- Victor Hugo par la caricature, Les Editions de l'Amateur, Paris, octobre 2013.
- Bernardin de Saint-Pierre - Voyage de Normandie (1775), texte établi, présenté et annoté par Gérard Pouchain, Presses universitaires de Rouen et du Havre, mars 2015.
- Victor Hugo - Caricatures d'exil, Toucan Press, mars 2016.
- Victor Hugo's Guernsey, The Victor Hugo in Guernsey Society, mars 2016.
- Victor Hugo, "le Géant qui marchait en avant", et les caricatures françaises du 19e siècle, Catalogue de l'exposition du Nong Jiang Suo Institute Museum (28 septembre - 28 novembre 2016), Canton, 2016.
- Victor Hugo, "Les Misérables just for laughs" - "Les Misérables pour rire", Catalogue de l'exposition de l'université de Virginie (21 janvier - 28 février 2017), sponsored by the UVA Arts Endowment Fund, the Vice Provost for the Arts, the Department of French, and the Department of Drama.
- Victor Hugo - Choses nocturnes, Éditions Le Vistemboir, Caen, novembre 2017.
- Sur les pas de Victor Hugo dans la Manche, Conseil départemental de la Manche, mars 2019.
- Victor Hugo's Guide to Guernsey, Guernsey, 2019.
- Juliette Drouet - Lettres familiales, texte établi et présenté par Gérard Pouchain, Presses universitaires de Rouen et du Havre, août 2019.
- Victor Hugo – La statue de Jean Boucher à Candie Gardens, Saint-Pierre-Port, Guernesey, édition bilingue (traduction Dinah Bott), Blue Ormer, Guernsey, 2019.
- Victor Hugo, campaigner - Contemporary images of Hugo's campaigns, édition bilingue, published by the Victor Hugo in Guernsey Society, Saint-Pierre-Port, 2023.

•  Voyage aux îles anglaises, Jersey, Guernesey & Hauteville House, maison de M. Victor Hugo, édition du manuscrit          d'Alfred Busquet, Société jersiaise, 2024.
Ouvrages sur Asnelles
- Asnelles et son histoire, photographies de Pierre Touraine, Imprimerie La Renaissance du Bessin, Bayeux, 1973.
- Asnelles la Belle Plage en cartes postales, Imprimerie Lebrun, Caen, 1979.
- Asnelles-sur-Mer, préf. d'Alain Garnavault et de Gilbert Rameaux, photographies de Pierre Touraine, La Renaissance du Bessin, Bayeux, 1990.
- Asnelles la Belle Plage et ses environs, préf. de Frédéric Gavard, Éditions Charles Corlet, Condé-sur-Noireau, 1997.
- L'église Saint-Martin d'Asnelles, préf. de Monseigneur Pierre Pican, évêque de Bayeux et Lisieux, Éditions Charles Corlet, Condé-sur-Noireau, 1999.
- Cent cartes postales d'Asnelles à la Belle Époque, Éditions Charles Corlet, Condé-sur-Noireau, 2003.
- Asnelles à travers la presse (1808-1873), La Renaissance du Bessin, Bayeux, 2005, Asnelles à travers la presse (1874-1892), La Renaissance du Bessin, Bayeux, 2006, Asnelles à travers la presse (1893-1901), La Renaissance du Bessin, Bayeux, 2007, Asnelles à travers la presse (1902-1921), Diamen, Bayeux, 2008, Asnelles à travers la presse (1922-1937), Diamen, Bayeux, 2009, Asnelles à travers la presse (1938-1957), Diamen, Bayeux, 2010.
- Asnelles la Belle Plage (1894-1996), photographies de Philibert Bonvillain, Diamen, Bayeux, 2008.
- Le Marcia C. Day [Les Tamaris, Les Tourelles et Les Sablés d'Asnelles], Diamen, Bayeux, 2008.
- 6 juin 1944 - Asnelles-Le Hamel [Les Tamaris, Les Tourelles et Les Sablés d'Asnelles], Diamen, Bayeux, 2010.
- Maurice Schumann - Asnelles et Bayeux, terres de Liberté et de Fidélité (6 juin 1944 - 13 février 1998), Diamen, Bayeux, 2011.
- André Richir - Images d'Asnelles et de ses environs, préf. de Gilles Sacksick, introduction de Gérard Pouchain, édité par les Amis de la grange à dîme d'Asnelles, Diamen, Bayeux, 2012.
- Les préventoriums d'Asnelles, Imprimerie moderne bayeusaine, Bayeux, février 2014.
- Asnelles 1940 - 1960, Imprimerie moderne bayeusaine, Bayeux, mai 2020.
- Asnelles la Belle Plage et les bains de mer (1841 - 1918), Imprimerie moderne bayeusaine, Bayeux, juin 2021.
- Le naufrage du Marcia C. Day, dit Bateau norvégien, à Meuvaines-Asnelles, Imprimerie moderne bayeusaine, juillet 2021.
- Maurice Schumann et la Normandie, Imprimerie moderne bayeusaine, février 2023.